# Tlalcuapa
Tlalcuapa är en ort i Mexiko.   Den ligger i kommunen Benito Juárez och delstaten Veracruz, i den sydöstra delen av landet, 180 km nordost om huvudstaden Mexico City. Tlalcuapa ligger 558 meter över havet och antalet invånare är 122.
Terrängen runt Tlalcuapa är kuperad. Runt Tlalcuapa är det ganska tätbefolkat, med 56 invånare per kvadratkilometer. Närmaste större samhälle är Benito Juárez, 3,9 km nordost om Tlalcuapa. Trakten runt Tlalcuapa består till största delen av jordbruksmark.